# Fiorello
Rosario Tindaro Fiorello, conosciuto semplicemente come Fiorello (Catania, 16 maggio 1960), è uno showman, comico, cabarettista, imitatore, cantante, conduttore radiofonico, conduttore televisivo e attore italiano.

## Biografia

### Le origini (1960-1977)
Rosario Fiorello nasce a Catania il 16 maggio 1960, primo di quattro fratelli, gli altri sono: Anna (negoziante), Catena (scrittrice e conduttrice) e Giuseppe (attore). Il suo secondo nome, Tindaro, è un segno di devozione verso la Madonna Nera del Tindari. Suo padre Nicola (1932-1990) è stato appuntato radiotelegrafista della Guardia di Finanza ed è originario di Letojanni (ME) e sua madre Rosaria Galeano è originaria di Giardini-Naxos.
Trascorre l'estate lavorando: vende la lattuga con l'Ape per 500 lire al giorno e fa altri lavori come il garzone da un barbiere, il muratore, l'idraulico, il falegname e persino il centralinista per le pompe funebri Cacciaguerra di Augusta (SR) come lui stesso ha dichiarato in un suo programma.
Nel 1975, attraverso il centro per l'impiego ex ufficio di collocamento di Crotone, si fa assumere al villaggio turistico della Valtur a Isola Capo Rizzuto come facchino di cucina. Percorre tutta la scala gerarchica: aiuto cuoco, cameriere e barista (da 900.000 lire e nel 1978 sarà assunto a tempo indeterminato come direttore artistico Valtur sino ad arrivare a guadagnare 2.150.000 lire mensili, una paga maggiore del padre).
La direzione gli propone di fare piccoli spettacoli dopo che una sera nell'anfiteatro del villaggio prende di sua iniziativa il microfono e canta in un inglese maccheronico Moonlight Serenade (canzone jazz di Glenn Miller) riscuotendo un grande successo. Tra le prime imitazioni c’è quella di Raffaella Carrà con Ballo ballo. Nel frattempo si cimenta anche come deejay sostituendo un collega malato.
Nel 1976, all'età di 16 anni, comincia a fare radio nella sua città a Radio Master Sound con la sua prima trasmissione Summer sound, passando pochi mesi dopo a Radio Marte (radio della Sicilia orientale). Prosegue la sua carriera radiofonica a Radiorama e ad Augusta Centrale con "La febbre del sabato sera". Tra le prime imitazioni del bar troviamo quelle di Sandro Ciotti, Enrico Ameri e Roberto Bortoluzzi, radiocronisti di Tutto il calcio minuto per minuto.
Nel 1977 si esibisce per la prima volta in teatro per la compagnia "Teatro Gruppo di Augusta" con lo spettacolo "Bazar Umoristico", diretto da Giorgio Càsole e messo in scena al teatro della  Marina Militare di Augusta.

### Animatore nei villaggi turistici (1977-1985)
In quell'anno svolge il servizio militare prima a Bari nel CAR e poi nel 5º Battaglione trasmissioni "Rolle" a Sacile (PN) e così si esibisce in caserma: è cameriere nella mensa dei sottufficiali, mette su una band e fa il presentatore a tutte le feste divertendo commilitoni e ufficiali.
Tornato in Sicilia, una sera sostituisce il deejay del villaggio Valtur di Brucoli improvvisando e intrattenendo il pubblico. Spinto dal collega-amico Enzo Olivieri, accetta la proposta di fare l'animatore per sole 220.000 lire al mese. Sceglie di farsi chiamare solo con il cognome perché «si adatta meglio al lavoro che faccio». Nei suoi spettacoli si traveste da Papa benedicendo i cornetti, fa lo strip coprendosi le parti intime con due cappelli e in mancanza di acqua si lava i capelli con il latte di mandorla. Impara a «non trattare male la gente, a non fare facili battute sulle signore anziane o sui signori sovrappeso. Ho sempre pensato, mi piacerebbe se al posto di quella signora ci fosse mia madre? No. Le battute è meglio farle sui potenti, su chi si può difendere». Una volta, travestito da carabiniere, in spiaggia fa le multe ai bagnanti troppo vestiti e svestiti fino a che, all'arrivo di un elicottero dei veri Carabinieri, con difficoltà i responsabili del villaggio riescono a giustificarlo davanti al Comandante della locale Caserma dell'Arma.
Nel 1983, nonostante il parere contrario della famiglia, accetta di fare il capo-animatore in Costa d'Avorio; d'inverno invece viene mandato in località sciistiche come Marilleva, Pila e San Sicario. Guadagna ora 1 milione di lire al mese, compresi vitto e alloggio. Nel 1985 viene mandato a El Kebir in Tunisia con Claudio Simonetti, e a Roma al Veleno, insieme a Giancarlo Meo, ha modo di conoscere Jovanotti.

### La bocciatura di Baudo, l'approdo a Radio Deejay e in discografia (1986-1992)

Fiorello alla presentazione dell'album Nuovamente falso nel 1992

L'anno dopo Renato Greco, coreografo della Rai, lo nota nel villaggio di Santo Stefano in Sardegna  e lo propone a Pippo Baudo, che gli fa fare un provino al Teatro delle Vittorie di Roma per il suo programma Fantastico: dopo averlo intrattenuto per quasi un'ora, viene "bocciato" proprio da Baudo con la motivazione «Sei bravo, ma sei lungo. Potresti presentare Fantastico, ma qui di presentatore ci sono già io». Baudo in seguito racconterà: «Quando si fa un provino lo si fa di 5 minuti. Fiorello lo fece di 50. E io gli dissi: "Sei bravo ma Fantastico lo devo fare io, non tu". E lo scartai. Proprio io che mi vanto di averne scoperti tanti ho preso una toppata gigantesca».
Nel 1987 sia il TG1 sia il giornale l'Espresso gli dedicano un lungo servizio definendolo «superstar dei tredici villaggi Valtur».
Quindi partecipa, senza successo, alla 29ª edizione del Festival di Castrocaro.
Nel frattempo, in un villaggio della Calabria dove è il capo degli animatori, conosce Bernardo Cherubini, fratello di Jovanotti e istruttore di tiro con l'arco, che gli propone di andare con lui a Milano. Durante una registrazione di 1, 2, 3 Jovanotti Fiorello sale sul palco e intrattiene circa 2000 ragazzi; viene così notato da Claudio Cecchetto, che chiede di lui a Bernardo Cherubini  e che si ricorda di averlo già visto anni prima nel Villaggio Valtur di Brucoli. Complici anche le assenze in quel periodo di Jovanotti (per via del servizio militare) e la partenza di Gerry Scotti, nel maggio dello stesso anno Cecchetto affida a Fiorello un programma su Radio Deejay. Fiorello accetta nonostante i dubbi, la voglia di continuare a fare l'animatore (si prende un'aspettativa di 6 mesi) e il difficile ambientamento nella grande città. Cecchetto decide di affidarlo al manager Franchino Tuzio e le sue imitazioni piacciono così tanto da intasare le linee telefoniche. In radio trova Gerry Scotti, Amadeus e la sua futura spalla Marco Baldini, con il quale inizia a condurre la trasmissione Viva Radio Deejay trasmessa da Milano in inverno e da Riccione in estate (e con il quale formerà il duo Fiorello & Baldini). Compare nel ruolo di disturbatore del conduttore Baldini insieme a Albertino (fratello del dj Linus) e a Fargetta.
Tra il 1989 e il 1990 è tra i conduttori di due edizioni del Deejay Beach (anche da Ibiza, insieme ad Amadeus) e di Deejay Television su Italia 1.
Nel febbraio del 1990, mentre è al Festival di Sanremo come inviato della radio, il padre muore improvvisamente a causa di un infarto. Il fatto lo sconvolse, tanto che per diversi anni andrà malvolentieri al Festival anche solo come ospite.
Nel 1991 conduce Viva Radio Deejay 1 e 2 e l'anno seguente Viva Radio Deejay '92 insieme a Marco Baldini per la regia di Nicola Savino.
Fiorello ha la passione di cantare canzoni italiane nelle scale della sede di Radio Deejay, Cecchetto nota le sue doti canore e gli fa incidere i primi dischi, nei quali, per lo più, reinterpreta grandi successi della musica italiana e internazionale: una serie iniziata con i dischi Veramente falso (1991) e Nuovamente falso (1992).

### Gli inizi a Mediaset, la partecipazione a Sanremo e gli innumerevoli impegni (1992-2000)

Fiorello (a sinistra) conduttore del Festivalbar 1998 con Alessia Marcuzzi (a destra), sul palco con la cantante Natalie Imbruglia.

Partecipa poi a trasmissioni come Una rotonda sul mare e Sapore di mare ma le sue scene vengono spesso tagliate. Dopo una piccola parentesi in Rai con Il nuovo cantagiro insieme a Mara Venier, cede il posto in radio a Luca Laurenti e passa a condurre Karaoke su Italia 1, che inizia con la prima tappa ad Alba davanti a una trentina di persone. La trasmissione inizialmente non va oltre il 6% di share e Fiorello fa ritorno in radio; ma poi inaspettatamente gli ascolti del programma crescono fino a toccare il 25% di share, così il programma riprende ottenendo un grande successo. Il suo lungo codino diviene così un simbolo. Nell'estate del 1993 conduce anche il Festivalbar con Claudio Cecchetto, Amadeus e Federica Panicucci. In quell'anno riceve un Telegatto come "Personaggio rivelazione dell'anno" e uno per la "Trasmissione rivelazione dell'anno" con Karaoke, mentre l'anno seguente ne vince uno come "Personaggio maschile dell'anno"; pubblica inoltre un nuovo album, Spiagge e lune, dove interpreta a modo suo la poesia San Martino di Carducci e la canzone Please don't go, che diventa Sì o no.
Nel 1995 Fiorello partecipa al Festival di Sanremo in qualità di ospite con il brano Finalmente tu (contenuto nell'album omonimo), composto da Max Pezzali e Mauro Repetto, piazzandosi al 5º posto con soli 2.000 voti di distacco dalla vincitrice Giorgia. In quel periodo il fumettista Carlo Peroni gli dedica la collana I fumetti di Fiorello.
Dopo un periodo difficile in cui per problemi di droga è lontano dal mondo dello spettacolo, torna in TV con varietà, tra i quali il poco fortunato Non dimenticate lo spazzolino da denti e Fiorello Show, seguiti da La febbre del venerdì sera con Maurizio Costanzo (1996), ma soprattutto la nona edizione di Buona Domenica sempre con Costanzo, Paola Barale e Claudio Lippi dal 6 ottobre 1996 al 25 maggio 1997.
Fiorello inizia la carriera da doppiatore prestando la voce, anche cantando, a Dimitri, protagonista maschile del film d'animazione Anastasia, uscito nel 1997.
Dal 21 settembre 1998 al 9 gennaio 1999, insieme a Filippa Lagerbäck presenta il pre-serale Superboll, game show di poco successo, mentre nella primavera del 1999 conduce la seconda edizione Matricole con Simona Ventura; e tra il 1998 e il 2000 tre edizioni consecutive del Festivalbar con Alessia Marcuzzi.
Compare anche nei film Cartoni animati e Il talento di Mr. Ripley, nel quale interpreta Tu vuò fa' l'americano di Renato Carosone, in compagnia di Matt Damon, Jude Law e del fratello Beppe.
Dal 1999 fino al 2012 è stato testimonial del marchio Infostrada, mentre dal 2012 è testimonial anche di Wind/WindTre.

### Il successo conStasera pago ioeViva Radio 2(2001-2008)
Spinto da Bibi Ballandi, torna in Rai nel 2001 con lo show Stasera pago io: il successo è grandissimo e Fiorello si impone come mattatore televisivo. Nella sfida del sabato sera lo show riesce talvolta a vincere lo scontro con C'è posta per te di Maria De Filippi.
In quell'anno viene premiato con il premio regia televisiva come Miglior personaggio maschile, nelle categorie Top 10, Miglior programma e In assoluto con Stasera pago io e con tre Telegatti come Personaggio maschile dell'anno, Migliore programma musicale per il Festivalbar e come Migliore programma per Stasera pago io. L'anno seguente riceve anche il premio Galà della pubblicità come Miglior Showman (televisione, teatro e radio), il premio Regia Televisiva come Personaggio in cui gli Italiani hanno più fiducia e il Telegatto come Personaggio maschile dell'anno.
Nel 2001 e nel 2002 è ospite in due edizioni del Festival di Sanremo condotti rispettivamente da Raffaella Carrà e Pippo Baudo.
Visto il successo della prima edizione, torna nel 2002 con Stasera pago io... in euro, vincendo un Telegatto e venendo eletto Personaggio maschile TV dell'anno nel 2003. Successivamente si riafferma per tutto il 2004 con Stasera pago io... Revolution.
Tra 2001 e il 2008 conduce, insieme a Marco Baldini, la trasmissione radiofonica Viva Radio 2, artefice del rilancio radiofonico dell'azienda di stato, e durante la quale il conduttore sfoggia le sue doti di cantante, imitatore e intrattenitore. Dal 2003 vengono pubblicati anche 4 CD che raccolgono il meglio del programma radiofonico. Viene inoltre pubblicato un DVD dal nome Fiorello e Baldini visti da dietro, che raccoglie video inediti sul programma radiofonico. Va in onda anche nella versione estiva, con il titolo Viva Sdraio 2.
Nel 2002 viene chiamato a doppiare Johan Padan nel film d'animazione italiano Johan Padan a la descoverta de le Americhe, per la regia di Guido Cingoli in collaborazione con Dario Fo.
Sempre in quell'anno compare in Natale a casa Deejay, film di Radio Deejay, viene citato nel singolo degli Articolo 31 L'italiano medio e presta la voce al simpatico gattone Garfield nel film Garfield: il film. L'anno successivo diventa il narratore italiano del film documentario La marcia dei pinguini, diretto dal francese Luc Jacquet, e nel 2006 presta nuovamente la sua voce al gatto Garfield e al suo alter ego, Principe XII, in Garfield 2.
Nel 2005 vince il Nastro d'Argento al miglior doppiaggio maschile per Garfield - Il film e l'anno seguente il Telegatto di platino come Miglior Showman.

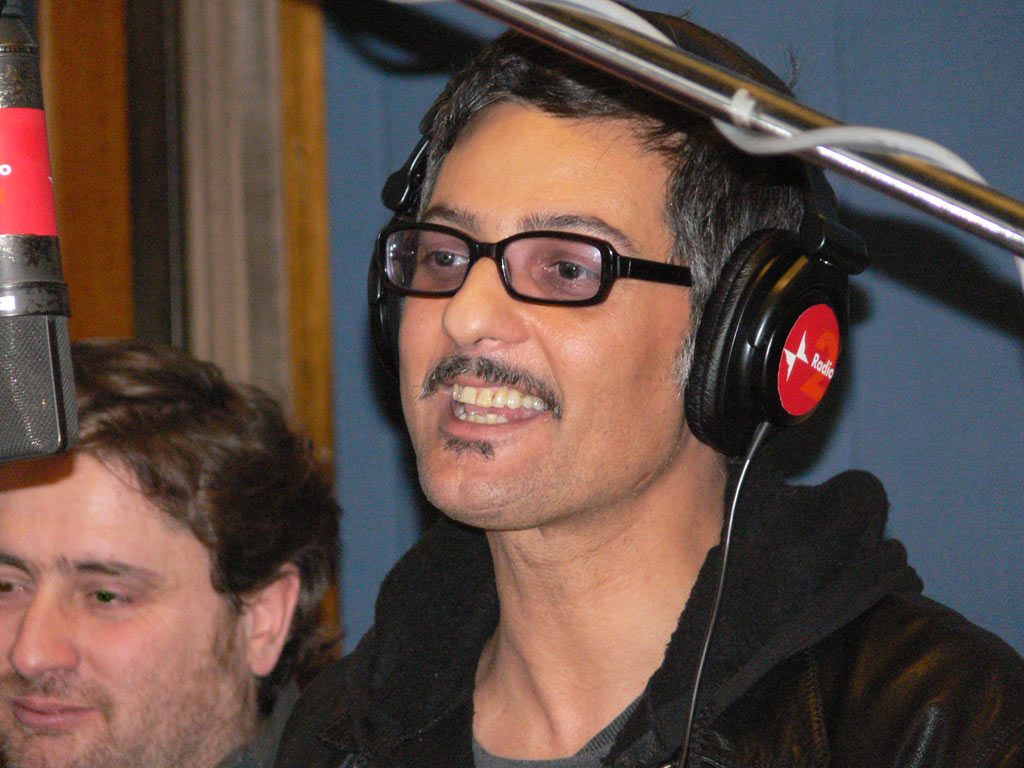
Fiorello a Viva Radio 2 nel 2006; sullo sfondo Riccardo Cassini, uno degli autori del programma radiofonico.

Nel frattempo presta la voce per l'audiolibro del romanzo Un filo di fumo di Andrea Camilleri.
Nel dicembre 2006, per sei serate, partecipa a uno show organizzato dal gruppo Fiat per i propri dipendenti a Torino presso il Palaisozaki, riproponendo alcune delle sue gag più famose e anche alcuni sfottò satirici all'azienda e al suo Presidente Sergio Marchionne.
Fino al 2007 compie poi una tournée teatrale in giro per l'Italia dal nome Volevo fare il ballerino, seguita poi da Volevo fare il ballerino... e non solo, registrando il tutto esaurito.
Nell'aprile del 2007 registra con Giorgia la canzone Più (cover del brano cantato da Ornella Vanoni e Gepy & Gepy) come colonna sonora del film Voce del verbo amore.
Sempre nel 2007 insieme al dj Corrado Rizza ed ai musicisti Domenico Scuteri e Luca Leonori firma il singolo Chi Siamo Noi, con le voci di molti personaggi da lui imitati nel programma radiofonico Viva Radio 2 condotto insieme a Marco Baldini.
Sempre in quell'anno vince il Telegatto come Personaggio dell'anno e fa una comparsa in Manuale d'amore 2 - Capitoli successivi, dove interpreta il ruolo di un infermiere nell'episodio che vede come protagonisti Monica Bellucci e Riccardo Scamarcio.
Sempre su Rai Uno, dal 21 gennaio 2008 per tutte le sere dopo il telegiornale della sera, conduce un varietà con Marco Baldini della durata "teorica" di soli due minuti (in realtà i minuti sono venti): Viva Radio2... minuti, che ottiene ottimi ascolti già dalla prima puntata del varietà.
Nel libro Fenomenologia di Fiorello del 2008 (con le più belle telefonate tra Fiorello e Mike Bongiorno), il critico televisivo Aldo Grasso racconta e spiega il "Fenomeno Fiorello", un fenomeno che in televisione viene raccontato per la prima volta da Caterina Stagno in una puntata de La storia siamo noi (Rai Edu 1), andata in onda l'11 febbraio di quell'anno e, in prima serata su Rai 2, il 23 marzo seguente. La sigla della puntata è il brano di Fiorello e Baldini Chi siamo noi del 2007.

### Il passaggio a Sky e il tour nei teatri (2009-2011)
(Fiorello, a proposito dell'attenzione dei media sul suo show trasmesso da Sky Uno. Corriere della Sera, 28 marzo 2009)
A metà gennaio 2009 iniziano a circolare voci su un ipotetico ingaggio dello showman da parte di Sky, confermate il 22 gennaio successivo dallo stesso Fiorello. Viene annunciato così il suo passaggio alla pay-TV in esclusiva per un anno e la prima data del suo spettacolo, il 2 aprile 2009.
Vengono proposti tre eventi della durata di mezz'ora su Sky Uno con cadenza settimanale. Lo show inizialmente avrebbe dovuto chiamarsi Fiorello in the Sky ma successivamente si decide per Fiorello Show; lo spettacolo in totale ha incassato più di un milione di euro.
Il 9 marzo, per pubblicizzare la sua nuova trasmissione, appare su Rai 2 a X Factor, dove irrompe Valerio Staffelli per consegnargli il tapiro d'oro; si forma così un vero e proprio miscuglio di televisioni definito da Fiorello "Skraiset" (ovvero l'unione di Sky, Rai e Mediaset). Ricompare il 10 marzo a Striscia la notizia dove, con Staffelli e Antonello Piroso, direttore del tg di LA7, si reca in viale Mazzini (sede della Rai) per dare vita a un ennesimo miscuglio di televisioni stavolta definito "Skrai7set".
Nel 2010 torna sugli schermi con Passione, film di John Turturro, ed è impegnato nei teatri con Show Tour 2010 e a dicembre 2010, intervistato dall'amico Vincenzo Mollica, preannuncia il suo ritorno in Rai.

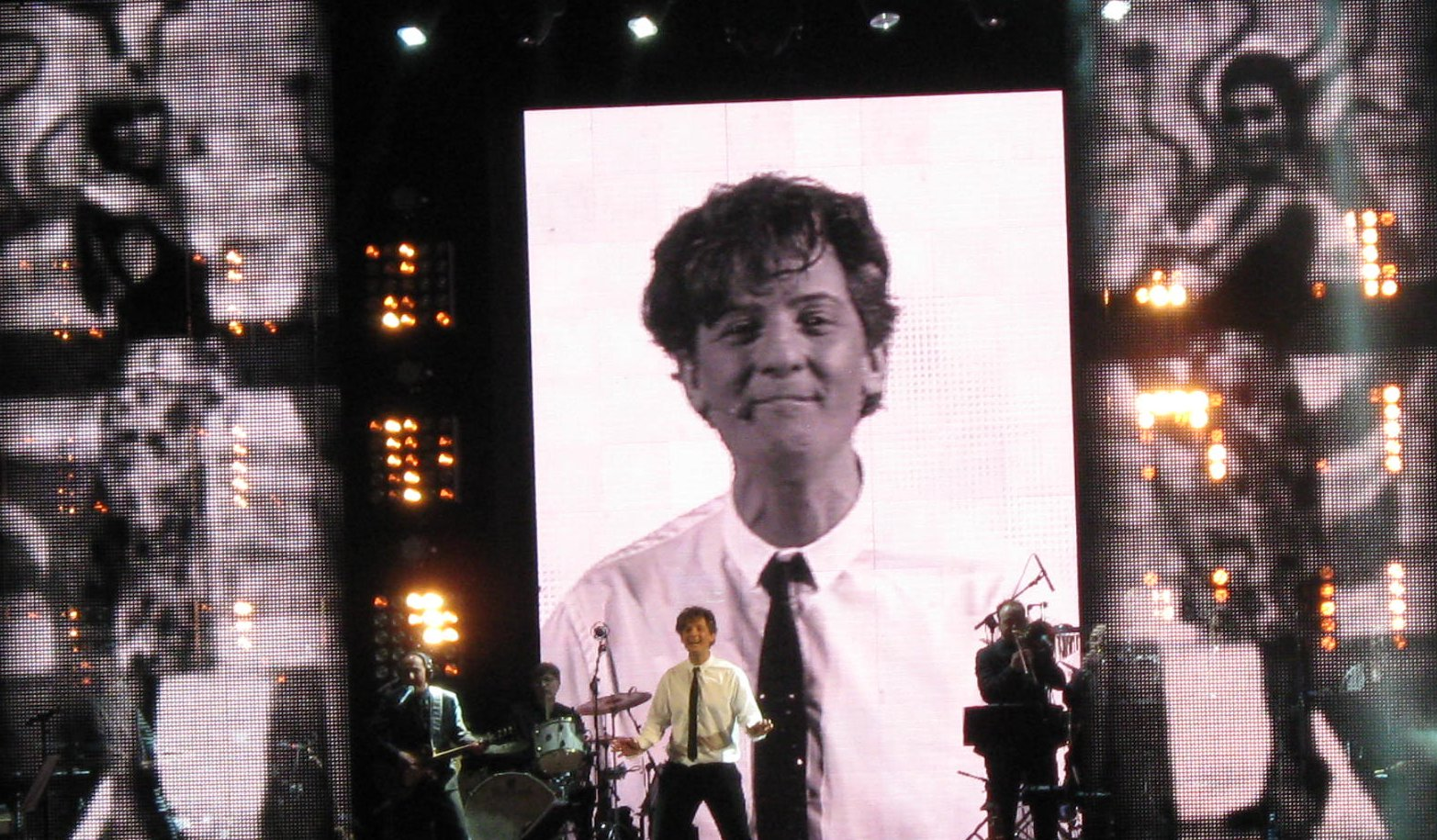
Fiorello nella tappa barese dello Show Tour 2010, 29 maggio 2010.

Nel febbraio 2011 Gianni Morandi lo invita personalmente durante una vacanza a Cortina d'Ampezzo al Festival di Sanremo 2011. Tuttavia, non avendo partecipato, il 16 febbraio, appena dopo la prima serata del Festival, Fiorello invia un sms a Morandi con scritto: "Vedi che sei andato bene anche senza di me?".
Per il 150º anniversario dell'Unità d'Italia insieme al fratello produce il cortometraggio Domani per la regia di Giovanni Bufalini. È il primo prodotto della R.O.S.A., casa di produzione di Rosario Fiorello, e della Ibla Film di Beppe i cui figli Anita e Nicola recitano nel corto.
Dal 9 maggio seguente per sei lunedì si esibisce al Teatro Sistina con lo spettacolo Buon Varietà, in onda anche sulle frequenze di Radio Uno.

### Il ritorno in Rai conIl più grande spettacolo dopo il weekend(2011)
Dal 4 settembre 2011 Fiorello tramite il suo profilo Twitter comincia a diffondere una rassegna stampa quotidiana che vede come protagonisti gli amici dell'edicola vicino e del Bar Tom Caffè Circi, vicini alla sua precedente abitazione in via Flaminia Nuova (zona Roma Nord); ogni mattina tra le 7.00 e le 8.00 Fiorello si siede al tavolino del bar, all'aperto sul marciapiedi, e monta il suo spettacolo con gli amici, sotto gli occhi dei passanti. Questa rassegna, chiamata poi Edicola Fiore (@edicolafiore), verrà poi in parte anche trasmessa da Rai 1 a novembre durante la sua trasmissione Il più grande spettacolo dopo il weekend. La rassegna viene ripresa come filmato amatoriale tramite il cellulare di Fiorello. Il conduttore quindi è presente solo come una voce fuori campo e non appare mai in video, se non in qualche rara occasione.

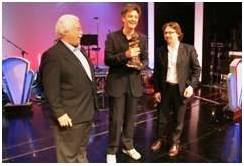
Fiorello al Premio Margutta 2011

Il 4 novembre Massimo Giletti intervista Fiorello per Domenica In, impegnato per le prove del suo nuovo show.
Due giorni dopo Fiorello interviene a sorpresa con una telefonata in diretta a Domenica In imitando Adriano Celentano alla presenza di Rosita Celentano in studio, parlando della satira politica e del suo nuovo show Il più grande spettacolo dopo il weekend (ispirato alla canzone Il più grande spettacolo dopo il Big Bang dell'amico Lorenzo Jovanotti) che va in onda per 4 puntate su Rai 1 a partire dal 14 novembre. La prima puntata registra ottimi risultati con 10 milioni di telespettatori e quasi il 40% di share. I dati, già straordinari, migliorano ulteriormente nella seconda puntata (con oltre 12 milioni di telespettatori e quasi il 43% di share), nella terza (quasi 12 milioni di telespettatori e oltre il 43% di share) e, infine, nella quarta e ultima puntata il picco di ascolti per numero di spettatori è di 16.060.000 (quasi 17 milioni di telespettatori e oltre il 50,23%).

### Il successo sul web conEdicola Fioree le nuove collaborazioni (2011-2014)
Dopo il successo in Rai, Fiorello torna al programma Edicola Fiore che viene trasmessa integralmente da RTL 102.5 radio e TV alla mattina.
Nel frattempo vince tre premi al premio Regia Televisiva come Personaggio maschile, Top 10 e Trasmissione dell'anno.
Per un servizio di Vincenzo Mollica, il 14 maggio 2012 a sorpresa irrompe al TG1 intervistando Umberto Tozzi dallo studio.
Dal 10 dicembre 2012 l'Edicola va in onda anche su Sky Uno alle 10.00 e replicato alle 21.00; anche Radio Kiss Kiss amplifica il programma.
In seguito è uno degli ospiti del disco di Max Pezzali Max 20, in cui duetta con il cantante nel brano Sei un mito.
Ad agosto Fiorello lancia Dammi solo un minuto, una di ricerca di talenti capaci di proporre qualcosa di nuovo in una clip di 60 secondi. In riguardo Fiorello ha dichiarato: "È un esperimento. I tempi del web sono diversi da quelli della tv. I contenuti devono essere veloci, mordi e fuggi. Mi stanno arrivando cose straordinarie. Insomma trovo questi talenti, magari li porto all'Edicola, possono venire fuori personaggi, produzioni musicali. Intanto raccolgo materiale, studio, trovo novità. E magari tra uno o due anni faccio uno spettacolo per la TV generalista".
L'Edicola si trasforma nel tempo in un programma web con commenti sulle notizie dei quotidiani, vignette divertenti, appelli per iniziative di carattere sociale, esibizioni di personaggi famosi ed emergenti e promozioni di cd/libri/film/programmi. Si arriva poi alla creazione di nuovi spazi come l'Anteprima, l'Edicola Show (esibizioni dal vivo degli ospiti) e l'Edicola Backstage. Il 29 settembre i Jutty Ranx presentano all'Edicola il loro nuovo singolo Lover and a Fool in uscita il 13 ottobre.
In un'intervista al settimanale Oggi del settembre 2013 Fiorello dichiara: "Ciò che mi manca veramente è la radio. Ed è un problema. Sto cercando l'emittente giusta. Radio2 ormai è piena di intrattenimento. Radio Deejay pure. Sto cercando..." e anche "La prossima stagione non escludo di andare a trovare qualche amico in un programma tv, è possibile che faccia delle incursioni."
Il 20 ottobre Fiorello si esibisce al Teatro Massimo di Palermo con Stasera Fiorello in occasione di una convention aziendale privata. Insieme a lui ci sono alcuni componenti della sua edicola come i Gemelli di Guidonia e OthelloMan.
Il 18 novembre seguente si esibisce al Teatro Regio di Torino per una serata benefica dell'ADISCO a favore dei bambini malati di leucemia e il giorno seguente esce Christmas Song Book, il nuovo disco di Mina con la quale Fiorello duetta in Baby, it's cold outside. Fiorello racconta questa esperienza il 4 dicembre nella videochat del TG1 condotta dall'amico Vincenzo Mollica e con ospite anche Massimiliano Pani, figlio di Mina.
La canzone diventa poi la sigla di Mediaset per le feste di Natale.
In questo periodo il programma raggiunge l'apice del successo: dal 21 novembre l'Edicola va in onda per 5 minuti anche su Radio 2 alle 7.58 con anteprima alle 7.20 e replica alle 10.20.
Il 1º dicembre Fiorello è ospite al concerto dei Negramaro al PalaLottomatica di Roma cantando una cover della sigla di Heidi; il cantante Giuliano Sangiorgi realizza poi insieme al pubblico una sigla speciale per l'Edicola che Fiorello manda in onda il giorno seguente insieme a un altro video in cui compare proprio insieme a Sangiorgi che ripropone la sigla con un pupazzo che gli assomiglia;

Il 3 dicembre viene reso pubblico un video in cui Fiorello e Sangiorgi, alle prove al PalaLottomatica, si esibiscono con Il mondo di Jimmy Fontana, proposta dai due già al Il più grande spettacolo dopo il weekend del 2011.
Il 13 dicembre, sempre al PalaLottomatica, Fiorello irrompe sul palco del concerto di Laura Pausini, con la quale improvvisa Strani amori.
A febbraio l'Edicola riceve il premio Regia Televisiva come Miglior programma web.
A partire dal 16 marzo 2014 Fiorello dovrebbe riprendere il tour nei teatri accompagnato da Marco Baldini, Enrico Cremonesi e i Gemelli di Guidonia con un'interruzione dell'Edicola già a partire dal 21 febbraio ma a causa di un incidente in moto avvenuto a inizio marzo tutte le tappe vengono annullate. Fiorello torna in video il 16 aprile e l'Edicola riprende il 28 aprile. Nel marzo 2016 su Sky Uno e TV8 andrà in onda una nuova edizione di Edicola Fiore, al fianco di Fiorello ci sarà Stefano Meloccaro.

### Fuori Programma(2014-2015)
Dal 5 maggio al 27 giugno è su Radio 1 insieme a Baldini e agli altri amici dell'Edicola con Fuori Programma (#FuoriProgrammaLiveForWeb), al posto della più lunga Edicola, tutti i giorni alle 8.30 con repliche e il "the best" nel weekend; nel promo c'è la voce della figlia Angelica e le sigle sono di Jovanotti e dei gemelli di Guidonia. Dal 4 agosto va in onda Fuori Programma Estate sempre su Radio 1 dal lunedì al venerdì alle 8.30 e alle 13.30. Sempre nello stesso periodo come l'estate precedente vanno in onda i video vacanzieri del Laos con Stefano Meloccaro.
Dal 24 settembre al 19 dicembre 2014 va di nuovo in onda Fuori Programma sempre su Radio 1.
Intanto a novembre Marco Baldini abbandona il programma perché, a sua detta, non è più in grado di garantire un buon livello di professionalità, preferendo non danneggiare la trasmissione, abbandonandola
L'11 novembre insieme ad Amadeus partecipa alla presentazione del libro di Claudio Cecchetto In diretta. Il gioca jouer della mia vita alla libreria della stazione Termini e il tutto viene filmato dall'amico Red Ronnie per il suo Roxy Bar TV: i tre ripercorrono gli inizi e gli anni passati insieme a Radio Deejay.
Nello stesso periodo Fiorello partecipa al videoclip di #FamoseNSerfi di Simone Avincola dopo aver partecipato già a quello precedente di Canzone stupida.

### Il nuovo tour nei teatri (2015-2016)
A partire dal 18 febbraio 2015 riprende il tour nei teatri dal titolo L'ora del Rosario venendo accompagnato da Enrico Cremonesi e dai Gemelli di Guidonia. Durante il tour sono ospiti sul palco i Negramaro, Roby Facchinetti, Max Pezzali e la voce fuori campo di Tony Renis.
Da Ferrara il 19 aprile si collega prima con Quelli che il calcio per fare gli auguri di compleanno a Claudio Cecchetto e poi con il Maurizio Costanzo Show con i gemelli di Guidonia che dedicano una canzone allo show di Costanzo mentre Fiorello si esibisce con Se telefonando di Mina mixata a With or Without You degli U2.
Il tour riscuote un grande successo e termina a luglio con la tappa finale di Taormina, dove debutta anche la figlia Angelica di 9 anni.
Nel frattempo l'8 settembre riprende l'Edicola commemorando Mike Bongiorno, morto esattamente sei anni prima. Per tutto il mese di settembre Fiorello pubblica i video con Agonia e quelli di #EdicolaFioreLiveforWeb (in diretta su Periscope) dove come ospiti troviamo Gabriele Muccino, Beppe Fiorello, Mario Bartolozzi, il pedone investito da Fiorello, Lidia Schillaci e Giovanni Veronesi e tra le nuove imitazioni troviamo quelle di Skin e di Fedez da parte di Fiorello e quelle di Giorgia Meloni, Daniela Santanchè e Maria De Filippi da parte di Gabriella Germani; spalla fissa di Fiorello è Stefano Meloccaro.
Il tour riprende con altre tappe dal 7 ottobre al 21 dicembre 2015. L'Edicola torna a dall'11 al 29 gennaio 2016 e viene poi ripresa sporadicamente (a causa della seconda parte della tournée teatrale tra febbraio e giugno). Dal 31 maggio al 10 giugno l'Edicola va in onda su Sky Uno.
Il 1º aprile è ospite a sorpresa del nuovo show di Rai 1 Laura & Paola condotto da Laura Pausini e Paola Cortellesi. Il 22 aprile torna in TV come ospite dopo 5 anni nella seconda puntata di Rischiatutto condotto da Fabio Fazio su Rai 1, nella quale ha preso parte in qualità di materia vivente e ha raccontato numerosi aneddoti riguardanti la sua storica amicizia con Mike Bongiorno, storico conduttore del quiz.

### L'Edicolasu Sky eIl Socialista(2016-2017)
Dal 10 ottobre al 16 dicembre e dal 20 marzo al 19 maggio 2017 la sua Edicola torna in TV, su Sky Uno e poi in replica tagliata su TV8, dal Bar Delfo in Piazza dei Giuochi Delfici con Stefano Meloccaro, Gabriella Germani, Riccardo Rossi e Pippo Crotti.
Il 4 giugno 2017 è ospite in studio dell'ultima puntata stagionale di Che tempo che fa, coincidente con l'ultima puntata assoluta del talk show di Fabio Fazio su Rai 3, prima del passaggio su Rai 1. A settembre chiude l'Edicola, Fiorello vince il 45º Premio della Satira e annuncia il ritorno in TV con un varietà in seconda serata. Il 23 ottobre insieme all'amico Enrico Cremonesi a Milano lancia Il Socialista, il primo programma social-fonico in onda tutti i giorni alle 13 sulla sua pagina Facebook e disponibile sull'apposita app; ogni giorno l'introduzione è di Guido Meda e la sigla è di Danti. Dalla settimana seguente il programma va in onda anche su Radio Deejay dal lunedì al venerdì alle 7 con il meglio della puntata del giorno precedente. In occasione delle festività natalizie incide Happy Christmas John insieme a Tommaso Paradiso dei Thegiornalisti e ai Deejay all stars (tra cui Albertino, Nicola Savino, Linus, Alessandro Cattelan, Luciana Littizzetto, Trio Medusa, Fabio Volo, Fabio Caressa, Ivan Zazzaroni e Rudy Zerbi) trasmettendola anche nel suo programma; nel videoclip della canzone uscito il 4 dicembre compare all'inizio e alla fine. Il programma termina il 15 dicembre.
Ripreso da Claudio Cecchetto mentre inscena una versione rap di Fatti mandare dalla mamma a prendere il latte di Gianni Morandi, come imitazione di Ghali, il 29 settembre al Teatro degli Arcimboldi di Milano in occasione della Giornata mondiale del Cuore, il 6 novembre il remake fatto con il rapper Danti viene lanciato durante Il Socialista e da Albertino e Fargetta su Radio Deejay. La canzone, che è anche un omaggio al compositore Luis Bacalov scomparso in quei giorni, ha un enorme successo e il 17 novembre Fiorello interviene su Rtl 102.5 nel corso di un'intervista proprio a Morandi mentre di lì a poco viene pubblicato anche il videoclip.

### Il ritorno a Radio Deejay, in Rai, a Sanremo e a teatro (2018-2022)
Il 29 gennaio 2018, dopo 26 anni, torna su Radio Deejay con Il Rosario della sera, programma in onda tutti i giorni dalle 19 alle 20; insieme a lui c'è la sua storica squadra, a partire da Enrico Cremonesi e Gabriella Germani. Nel medesimo giorno del debutto radiofonico annuncia il suo ritorno come ospite a Sanremo, accettando la proposta del direttore artistico e conduttore Claudio Baglioni. Il 6 febbraio apre la LXVIII edizione del Festival con uno dei suoi monologhi per poi esibirsi con un medley di canzoni di Baglioni e Gianni Morandi.
Il 6 maggio dello stesso anno, durante il Festival di Dogliani, annuncia un nuovo show su Rai 1 dopo 7 anni, successivamente saltato a causa di irregolarità rilevate nell'area pensata per creare un'apposita tensostruttura come location del programma, nella zona Tor di Quinto a Roma, sotto-inchiesta per abusi edilizi.
Nel frattempo, tutte le domeniche di agosto e una di settembre, alle 10 su Radio Deejay viene trasmesso il meglio de Il Rosario della sera. La seconda e ultima stagione del programma parte il 15 ottobre e termina il 31 maggio 2019.
Il 4 aprile è il primo grande personaggio intervistato da Raffaella Carrà a A raccontare comincia tu, nuovo programma di Rai 3.
Nel mese di maggio viene annunciato il suo ritorno in Rai a partire dall'autunno, in una produzione creata ad hoc per il portale RaiPlay. Il progetto, intitolato Viva RaiPlay!, prevede 18 spettacoli sulla piattaforma, preceduti da 5 puntate speciali in prima serata su Rai 1, oltre a 6 appuntamenti radiofonici su Rai Radio 2. Il programma riscuote un grande successo con oltre 6,5 milioni di telespettatori e il 25% di share al debutto su Rai 1 e circa 15 milioni di visualizzazioni complessive su RaiPlay. Ciascuna puntata di Viva RaiPlay! è preceduta dalla messa in onda, in mattinata, di una puntata di Viva Asiago10!, programma modellato su EdicolaFiore, all'interno del quale Fiorello e i suoi ospiti commentano le notizie del giorno.
Il 2 agosto intanto annuncia la sua partecipazione come ospite fisso al Festival di Sanremo 2020, condotto da Amadeus. Nel corso della manifestazione, oltre a improvvisate e imitazioni, si esibisce con il suo inedito La classica canzone di Sanremo, Che sarà con i Ricchi e poveri, Finalmente tu con Tiziano Ferro, Quando quando quando diretto da Tony Renis, Un mondo d'amore con Amadeus e Amore fermati come omaggio a Fred Bongusto. Grazie al successo ottenuto (con il 54,78% di media è stato il Festival più visto dal 1999 e il picco di ascolto della puntata finale è stato di 15.367.000 telespettatori, registrato al termine dell'esibizione su Un mondo d'amore), la coppia Fiorello-Amadeus riceverà il Premio Biagio Agnes 2020 per la categoria Premio costume e società.
Viva RaiPlay! viene riproposto in replica dal 21 marzo al 4 aprile in prima serata su Rai 1, per tre puntate al sabato sera, con un rimontaggio intitolato Il meglio di Viva RaiPlay! - #iorestoacasasuraiuno, nell'ottica di colmare l'assenza di produzioni inedite, dato lo stravolgimento dei palinsesti televisivi a causa dell'emergenza Covid-19, con una media di 4,5 milioni di telespettatori (circa il 15% di share).
Il 5 dicembre, alla cerimonia del Premio Biagio Agnes, vince insieme ad Amadeus il Premio Evento Tv dell'anno per la migliore edizione del Festival di Sanremo.
Viene poi confermata la sua presenza al fianco di Amadeus al Festival di Sanremo 2021, durante il quale riceve nella serata finale il Premio Città di Sanremo alla carriera. Nel corso di questa edizione, caratterizzata dall’assenza del pubblico al Teatro Ariston per via del Covid-19, si esibisce con Grazie dei fiori in versione Achille Lauro, un duetto blues con Amadeus dedicato a Sanremo, Ti lascerò con Matilda De Angelis, un mix di Bohemian Rhapsody / La solitudine, il beat di The Rhythm of the Night con Laura Pausini, Vattene amore con Elodie, un mix di canzoni di Gianni Morandi / Massimo Ranieri, Io vagabondo con Amadeus, Zlatan Ibrahimović e Siniša Mihajlović, Un'ora sola ti vorrei, Me ne frego con Achille Lauro, Siamo donne con Amadeus travestiti da Sabrina Salerno e Jo Squillo, Caravan petrol con Amadeus e Enzo Avitabile con i Bottari di Portico e un medley di Quando vedrai la mia ragazza/Profumo di mare/Cuore matto/Riderà dedicato a Little Tony.
In autunno, dopo cinque anni di assenza, Fiorello riparte con un tour teatrale dal titolo Fiorello presenta: ...!, mentre a dicembre è la voce fuori campo di Uà - Uomo di varie età, lo show in tre serate di Claudio Baglioni andato in onda su Canale 5.
Confermata in extremis la sua presenza al fianco di Amadeus al Festival di Sanremo per il terzo anno di fila, questa volta solo come ospite della prima serata del 1º febbraio 2022, irrompe all'Ariston sulle note della sua San Martino e, oltre a intrattenere con i suoi siparietti, ha modo di consegnare all’amico il Premio Città di Sanremo e di esibirsi insieme a lui con un mix in versione allegra di una serie di canzoni tristi come Disperato, Vedrai, vedrai, Come è triste Venezia, Firenze, Perdere l'amore, Silvia lo sai e Vecchio frack.
Il 17 giugno partecipa a Gigi, uno come te - 30 anni insieme, una serata evento di Rai 1 per i 30 anni di carriera di Gigi D'Alessio, insieme al quale propone un medley di  Tu vuò fà l'americano, Torero e O’ sarracino di Renato Carosone, oltre a una cover di Como suena el corazon di D'Alessio.

### Il successo diViva Rai2!e il ritorno in radio (2022-2025)
In autunno viene annunciato il suo ritorno in Rai con il morning show Viva Rai2! che va in onda per 135 puntate dal 7 novembre al 9 giugno tra le 7 e le 8.30 dal lunedì al venerdì, inizialmente solo su RaiPlay (con il titolo di Aspettando Viva Rai2!) e dal 5 dicembre anche su Rai 2 oltreché in replica su Rai 1 nella fascia notturna e su RaiPlay Sound e Rai Radio Tutta Italiana, mentre il sabato e la domenica su Rai Radio 2 viene trasmesso il meglio della settimana.
Dal 7 al 10 febbraio, affiancato da Fabrizio Biggio e Alessia Marcuzzi, conduce anche Viva Rai2! Viva Sanremo! su Rai 1 in diretta, appunto, di notte su Rai 1 subito dopo le serate del Festival di Sanremo 2023, condotto ancora da Amadeus. Inoltre interviene durante le prime quattro serate del Festival in collegamento dal glassbox di Viva Rai2! oltreché al TG1 delle 20.00, mentre nell'ultima serata, non dovendo andare in onda, si collega da casa tramite una diretta Instagram.
Il successo di Viva Rai2! lo porta a vincere nel 2023 il Premio Gianfranco Funari – Giornalaio dell'anno, per "lo spirito indipendente e la volontà di fare informazione accessibile a tutti", il Premio Biagio Agnes nella categoria TV, il Premio Rai Radio 2023 e il Premio Satira Politica Forte dei Marmi.
Il 9 giugno del medesimo anno pubblica un album di cover dal titolo Fiorello presenta Tofu, dove, accompagnato da diversi artisti, dà vita ad una rivisitazione in chiave trap di storici successi come Questo piccolo grande amore, Bollicine e Un mondo d'amore.
Dal 6 novembre ritorna al timone di Viva Rai2!, alla sua seconda edizione, questa volta trasmesso dal Foro Italico e in onda tra le 7 e le 8 e in differita su Rai Radio 2 alle 14. Viene poi mandato in replica in seconda serata dopo Porta a Porta di Vespa. Il 30 dicembre va in onda su Rai 1  Speciale TG1 - Stasera parlo io, una lunga intervista realizzata dal direttore Gian Marco Chiocci che riscuote grande successo con share del 25,4% e oltre 4 milioni e mezzo di telespettatori.
Dal 6 al 9 febbraio 2024, sempre come post Festival di Sanremo, ripropone Viva Rai2! Viva Sanremo! su Rai 1, questa volta dal Glass Studio – denominato Aristonello – posto di fronte all'ingresso del Teatro Ariston di Sanremo, affiancato nuovamente da Alessia Marcuzzi oltre agli altri componenti del cast di Viva Rai2!. Fiorello interviene più volte in collegamento dall'esterno e inoltre irrompe a sorpresa nel corso sia della prima serata dalla platea che della quarta serata ballando in versione Manuel Franjo con Lorella Cuccarini e presentando il ritorno dei Jalisse dopo 27 anni dall'ultima volta, si rende protagonista della seconda serata esibendosi a metà serata con un balletto che ha fatto scalpore insieme all'ospite John Travolta e ad Amadeus davanti al Teatro Ariston  e affianca l'amico presentatore il 10 febbraio alla conduzione della serata finale durante la quale si esibisce cantando Vecchio frak e Il ballo del qua qua riarrangiate sulle note di Billie Jean e Farfallina.
A maggio, nell'ultima settimana di Viva Rai2!, Fiorello riceve tre Telegatti per il programma dell’anno e per la carriera  e insieme a Orietta Berti lancia Una vespa in due, singolo nato da un jingle scritto da Fiorello stesso con Danti e composto da Enrico Cremonesi, Danti e Paolo Saraceni. La seconda edizione termina il 10 maggio davanti a oltre 2.000 persone arrivate da tutta Italia e con una media finale del 24,30% di share, migliorando il 22,90% della prima edizione. Nello stesso mese esce il videoclip di Karma, nuovo singolo dei The Kolors, nel quale Fiorello recita un cameo in veste di conduttore del Karaoke con concorrente il cantante del gruppo.
Dal 19 maggio al 6 giugno 2025 a sorpresa va in onda, sempre insieme a Fabrizio Biggio, con un nuovo programma radiofonico dal titolo Radio2 Radio Show - La pennicanza ancora su Rai Radio 2 dalle 13.45 alle 14.30 (ogni mattina dalle 7 alle 7.30 va poi in onda "il meglio di" dal titolo La sveglianza).

## Vita privata
Tra il 1992 e il 1994 è stato fidanzato con la soubrette Luana Colussi, mentre dal 1995 al 1996 ebbe una relazione con la showgirl Anna Falchi: entrambe le storie si conclusero a causa di un suo tradimento.
Si è sposato con Susanna Biondo, sorella di Marjorie, il 14 giugno 2003, dopo sette anni di convivenza, e dalla loro unione nel 2006 nasce Angelica, che si esibisce durante due puntate di Viva Rai2!, la prima volta cantando Io vagabondo per i 63 anni del padre e la seconda cantando La prima cosa bella con il padre per la festa del papà del 2024. La moglie ha anche un'altra figlia, Olivia, nata da un precedente matrimonio con Edoardo Testa, considerata da Fiorello la sua "prima figlia".
In un'intervista su Vanity Fair del maggio 2004 ammette di aver fatto uso di cocaina in un periodo a metà degli anni novanta, descrivendolo così: «Era la metà degli anni novanta, giravo con guardie del corpo, addetto stampa, segretarie. Avevo fidanzate da rotocalco e storie da una botta e via. Non parlavo più con nessuno, tiravo cocaina. Mi sentivo un duro e invece ero un pupazzo». Al Corriere della Sera racconta: Per me è stata una malattia. La cocaina è il diavolo, ti illude di non essere solo, ti convince di essere il più forte. Tanti la prendono, tantissimi. Nessuno lo sa, nessuno li scopre. […] Ne sono uscito grazie a lui (e indica una foto in bianco e nero), non potevo tradire mio padre, uno che si batteva contro il traffico di droga».
È tifoso dell'Inter. È amico di Michael Bublé, dei conduttori Marco Baldini, Amadeus (dei quali è stato testimone di nozze),, Teo Mammucari e Nicola Savino, di Valerio Staffelli (inviato del programma televisivo Striscia la notizia), del tennista serbo Novak Đoković e del cantante Jovanotti.
Nel novembre 2013 Fiorello è colpito da un'ernia che lo costringe a rimanere lontano dalla sua Edicola per circa una settimana.
Il 3 marzo 2014 investe con il suo scooter un uomo di 73 anni sulle strisce pedonali in via della Camilluccia a Roma e viene trasportato al Policlinico Gemelli in codice rosso: lui riporta un trauma cranico con due ferite lacero-contuse alla testa curate in sala operatoria con 20 punti di sutura e viene ricoverato in terapia intensiva, mentre la vittima dell'investimento subisce la frattura del bacino, della tibia e del perone. Una settimana dopo Fiorello viene dimesso.
Nel settembre 2015 viene operato d'urgenza per rimuovere diversi melanomi.

## Posizioni politiche e sociali
In passato dichiara di essere apolitico: "Dopo il Karaoke non c'era politico di destra o di sinistra che non mi volesse arruolare. Capii che se volevo restare un artista non dovevo schierarmi".
Attraverso @edicolafiore sostiene una campagna a favore dei detenuti Chico Forti, imprenditore italiano in carcere da 12 anni in USA, e Fabrizio Corona.
Durante le puntate dell'Edicola del 2013-2014 lancia vari appelli come quello indirizzato al sindaco della capitale Ignazio Marino per prevenire la caduta degli alberi in città che causano morti, e quello alla Regione Lazio contro la chiusura dello storico ospedale Fatebenefratelli che lascerebbe così senza lavoro circa 170 persone e al quale il presidente del Lazio Nicola Zingaretti risponde subito affermando che il giorno seguente si sarebbe tenuto un incontro con la proprietà e il sindacato per uscire dalla crisi e salvaguardare i lavoratori dell'ospedale. Fiorello si esprime più volte a favore dell'uso delle cellule staminali e della legalizzazione della cannabis, scontrandosi più volte con l'opinione dell'onorevole Carlo Giovanardi e prende posizione contro la restituzione dei 150 euro allo Stato da parte degli insegnanti.
Nel corso di Viva Rai2! prende posizione contro il trasferimento del reparto di cardiochirurgia dall'ospedale San Vincenzo di Taormina all'ospedale civico di Palermo.

## Beneficenza
Con la Nazionale italiana cantanti ha all'attivo 3 presenze.
Nel 2003 collabora con la band toscana 360 Gradi facendo uscire il singolo E poi non ti ho vista più. Il ricavato di questo singolo viene devoluto interamente in beneficenza all'Istituto Besta di Milano, nei reparti di Neuropsichiatria Infantile, e Neurologia dello Sviluppo.
Nell'ottobre 2013 partecipa come testimonial alla manifestazione benefica "Corri la vita" indossandone la maglietta.
Il 12 e 13 ottobre di quell'anno partecipa al torneo "Tennis & Friends", per prevenire i tumori alla tiroide, insieme a Paolo Bonolis, Anna Paola Concia e al fratello Beppe tra gli altri partecipanti. A novembre si fa portavoce per promuovere la partita di calcio benefica, organizzata dal padre di Marco Simoncelli, che si gioca il 17 novembre a Parma con lo scopo di raccogliere fondi per costruire un centro per bambini disabili.
Il 18 novembre si esibisce al Teatro Regio di Torino per una serata benefica dell'ADISCO a favore dei bambini malati di leucemia. Nei giorni successivi all'Edicola promuove e sostiene le varie iniziative a sostegno degli alluvionati della Sardegna, della Calabria e della Basilicata mentre a dicembre quella di Telethon.
Nell'estate 2014, come molti altri VIP, partecipa all'Ice Bucket Challenge contro la SLA.
Il 15 giugno 2015 all'Auditorium Parco della Musica di Roma Fabrizio Frizzi gli conferisce il Premio Alberto Sordi 2015 per aver sostenuto le campagne di raccolta fondi per la ricerca scientifica sulla talassemia.
Il 29 settembre 2017 partecipa alla Giornata mondiale del Cuore al Teatro degli Arcimboldi di Milano.
Il 28 gennaio 2023 prende parte a un evento benefico organizzato dall'ospedale Bambin Gesù di Roma, in occasione del quale si esibisce insieme a Giorgia e Laura Pausini con alcune canzoni famose come Sarà perché ti amo e Il mio canto libero; tra il pubblico è presente anche il ministro Guido Crosetto, che si presta al gioco dello showman in un simpatico siparietto cantando Bella ciao.

## Controversie
Nel novembre 2006, per l'imitazione di mons. Georg Gänswein, Fiorello viene criticato fra gli altri dal diretto interessato (che più in generale stigmatizzò la satira contro le alte gerarchie ecclesiastiche), nonché dal quotidiano Avvenire, di proprietà della CEI. In seguito Fiorello non replicherà più tale imitazione, dicendo di essere stato redarguito al riguardo da sua madre, mentre il diretto interessato, a distanza di qualche anno, dichiara di aver esagerato nella propria contrarietà e afferma l'importanza di una «satira sana», condotta senza «ferire e offendere».
Nel dicembre 2011 viene criticato da Famiglia Cristiana per aver fatto un monologo satirico a favore dell'uso del profilattico, definito "di cattivo gusto", nel corso del varietà Il più grande spettacolo dopo il weekend.
Nel settembre 2013 viene criticato da Vittorio Feltri per un'imitazione di Silvio Berlusconi.
Nel novembre dello stesso anno all'Edicola compaiono Davide Vannoni, inventore del cosiddetto Metodo Stamina, insieme alla madre di un malato per parlare di tale protocollo, presentato come trattamento con cellule staminali per la cura delle cellule neodegenerative, bocciato dal Ministero della Salute perché ritenuto pericoloso per i pazienti. Fiorello viene criticato successivamente per aver promosso e sposato la terapia, avendo tolto il video solo dal suo sito e non da YouTube.
Nell’aprile 2025 viene indagato dalla Procura di Imperia a seguito di una querela per diffamazione presentata da Alessandro Piana, vicepresidente della Regione Liguria, tirato in ballo da alcune prostitute ma poi risultato estraneo ai fatti: durante una puntata di Viva Rai2!, Fiorello aveva detto «Ma questa non è una regione, è un rave! Ormai per andare lì devi essere maggiorenne».

## Televisione

Da sinistra: Fiorello e Federica Panicucci al Festivalbar 1993.

- Deejay Beach (Italia 1, 1989-1990)
- DeeJay Television (Italia 1, 1989-1990)
- Una rotonda sul mare (Canale 5, 1990)
- Sapore di mare (Canale 5, 1991)
- Il nuovo cantagiro (Rai 2, 1992)
- Karaoke (Italia 1, 1992-1994)
- SuperKaraoke (Canale 5, 1994)
- Festivalbar (Italia 1, 1993, 1998-2000)
- Fiorello Show (Canale 5, 1995)
- Non dimenticate lo spazzolino da denti (Canale 5, 1995)
- La grande avventura (Canale 5, 1995)
- La febbre del venerdì sera (Canale 5, 1996)
- Un disco per l'estate (Canale 5, 1996)
- Galà della pubblicità (Canale 5, 1996; Italia 1, 1998-2000)
- Buona Domenica (Canale 5, 1996-1997)
- Superboll (Canale 5, 1998-1999)
- Matricole (Italia 1, 1999)
- Stasera pago io... (Rai 1, 2001-2002)
- Stasera pago io - Revolution (Rai 1, 2004)
- Viva Radio 2 - Stasera in TV (RaiSat Extra, 2006-2007)
- Viva Radio 2... e anche un po' Raiuno (Rai 1, 2006)
- Viva Radio 2 minuti (Rai 1, 2008)
- Fiorello Show (Sky Uno, 2009)
- #Ilpiùgrandespettacolodopoilweekend (Rai 1, 2011)
- Edicola Fiore (Sky Uno; TV8, 2016-2017)
- Viva RaiPlay! (Rai 1, 2019)
- Festival di Sanremo (Rai 1, 2020-2021, 2024)[136]
- Viva Rai2! (Rai 2, 2022-2024)
- Viva Rai2! Viva Sanremo! su Rai 1 (Rai 1, 2023-2024)

## Web
- Viva RaiPlay! (RaiPlay, 2019)
- Viva Asiago10! (RaiPlay, 2019)
- Aspettando Viva Rai2! (Instagram, RaiPlay, 2022-2023)
- Aspettando il Glass Box (Instagram, RaiPlay, 2022)
- Il buongiorno si vede da Viva Rai2! (Instagram, RaiPlay, 2023)

## Radio
- Viva Radio Deejay (Radio Deejay, 1989-1992)
- Viva Radio 2 (Rai Radio 2, 2001-2008)
- Buon Varietà (Rai Radio 1, 2011)
- Edicola Fiore (Rai Radio 2, 2013-2014)
- Fuori programma (Rai Radio 1, 2014)
- Il socialista (Facebook Live Audio, Radio Deejay, 2017)
- Il Rosario della sera (Radio Deejay, 2018-2019)
- Viva RaiPlay! (Rai Radio 2, 2019)
- Viva Rai2! (Rai Radio Tutta Italiana, 2022-2024)
- Radio2 Radio Show - La pennicanza (Rai Radio 2, 2025)

### Raccolte
- Uno è famoso, l'altro no: il meglio di Viva Radio2 CD + LIBRO (2002)
- Viva Radio 2 (il meglio del 2003) (2003)
- Viva Radio 2 (il meglio del 2005) (2005)
- Viva Radio Deejay - Il meglio di... (2006)
- Viva Radio 2 (il meglio del 2006) (2006)
- Fiorello e Baldini visti da dietro (2006)
- Viva Radio 2 (il meglio del 2007) (2007)
- Chi siamo noi (Gli inediti di Viva Radio 2) (2007)
- Pronto c'è Mike: Telefonate al "vero" Mike Bongiorno con libro di Aldo Grasso (2008)
- Viva Radio 2 (il meglio del 2008) (2008)

## Filmografia

### Attore
- Cartoni animati, regia di Sergio Citti, Franco Citti (1998)
- Dio vede e provvede – serie TV (1998)
- Il talento di Mr. Ripley, regia di Anthony Minghella (1999)
- Natale a casa Deejay, regia di Lorenzo Bassano (2004)
- Manuale d'amore 2 - Capitoli successivi, regia di Giovanni Veronesi (2007) - cameo
- Passione, regia di John Turturro (2010)
- Strani ritmi - La storia del dj Marco Trani, regia di Corrado Rizza – documentario (2014)
- La voce di Fantozzi, regia di Mario Sesti – docufilm (2017)
- ViVi - La filosofia del sorriso di Pasquale Falcone (2021)
- Roma Caput Disco, regia di Corrado Rizza – documentario (2021)
- Raffa, regia di Daniele Luchetti – documentario (2023)
- A casa tutti bene - La serie – serie TV, episodio 2x06 (2023) - cameo
- People from Cecchetto, regia di Emanuele Imbucci – documentario (2023)

### Produttore
- Domani, regia di Giovanni Bufalini – cortometraggio (2011)
- Chi m'ha visto, regia di Alessandro Pondi (2017) - coproduttore

## Teatro
- Stasera paghi te!, regia di Giampiero Solari (2001-2003)
- Fiore, nessuno e centomila, regia di Giampiero Solari (2003-2004)
- Volevo fare il ballerino..., regia di Giampiero Solari (2005-2007)
- Volevo fare il ballerino... e non solo!, regia di Giampiero Solari (2007)
- Fiorello Show, regia di Giampiero Solari (2009-2010)
- Buon Varietà, regia di Giampiero Solari (2011)
- L'ora del Rosario, regia di Giampiero Solari (2015-2016)
- Fiorello presenta: ...! (2021-2022)

## Discografia

### Album
- 1991 – Veramente falso
- 1992 – Nuovamente falso
- 1993 – Spiagge e lune
- 1993 – Karaoke Compilation
- 1995 – Finalmente tu
- 1996 – Saro Fiorello
- 1997 – Dai miei amici cantautori
- 1998 – Batticuore
- 1999 – I miei amici cantautori
- 2002 – Fiorello the Greatest
- 2004 – A modo mio
- 2009 – Fiorello
- 2011 – I più grandi successi
- 2023 – Fiorello presenta Tofu

### Singoli
- 1991 – La canzone del sole
- 1991 – Azzurro
- 1992 – Una carezza in un pugno
- 1993 – Si o No (Please don't go)
- 1993 – Spiagge
- 1993 – Puoi
- 1993 – Mare Nostrum
- 1994 – Il cielo - Favola semplice, con Caterina
- 1995 – Finalmente tu
- 1995 – Ridi
- 1998 – Dimmi dimmi perché
- 1998 – Vivere a colori
- 2004 – Città vuota
- 2005 – L'appuntamento
- 2020 – La classica canzone di Sanremo (presentata fuori concorso al Festival di Sanremo)[137]

### Duetti
- 1993 – Con 883: Come mai
- 1996 – Con Tosca Il mio inizio sei tu (da Anastasia)
- 1999 – Con Padre Maurizio: Discoteca con Gesù[138]
- 2003 – Con 360 Gradi: E poi... non ti ho vista più
- 2007 – Con Marco Baldini: Chi siamo noi (dall'album Chi siamo noi - Gli inediti di Viva Radio 2)
- 2008 – Con Giorgia: Più (dall'album Spirito libero - Viaggi di voce 1992-2008)
- 2009 – Con Claudio Baglioni: Porta Portese (dall'album Q.P.G.A)
- 2013 – Con Max Pezzali: Sei un mito (dall'album Max 20)
- 2013 – Con Mina: Baby, It's Cold Outside (dall'album Christmas Song Book)
- 2015 – Con Matteo Brancaleoni e Fabrizio Bosso: L'italiano (dall'album Made In Italy)
- 2017 – Con Danti: Fatti mandare dalla mamma
- 2018 – Con Biagio Antonacci: Mio fratello Beach Version
- 2019 – Con Fabio Rovazzi e Danti: Se stai zitto fai un figurone[139]
- 2023 – Con Nina Zilli: Vattene amore
- 2024 - Con Orietta Berti: Una vespa in due

### Audiolibri
- Un filo di fumo, dal romanzo di Andrea Camilleri per la casa editrice Full Color Sound (2006)

## Doppiaggio
- Dimitri in Anastasia (1997)
- Johan Padan in Johan Padan a la descoverta de le Americhe (2002)
- Garfield in Garfield - Il film (2004) e Garfield 2 (2006)
- Voce narrante di La marcia dei pinguini (2005)
- Principe XII in Garfield 2 (2006)

## Videoclip
- San Martino (1993)
- Puoi (1993)
- Come mai, con gli 883 (1993)
- Vivere a Colori (1999)
- Canzone stupida - Simone Avincola (2014)
- #FamoseNSerfi - Simone Avincola (2014)
- Mio fratello, diretto da Gabriele Muccino e con Giuseppe Fiorello - Biagio Antonacci con Mario Incudine (2018)
- Non avere paura - Tommaso Paradiso (2019)
- Se stai zitto fai un figurone - Danti - feat. Rovazzi (2019)
- Karma - The Kolors (2024)
- Una vespa in due - Orietta Berti (2024)

## Pubblicità
- Mirabilandia (1993)
- Citroën AX (1994-1995)
- Spot del ministero della salute per la lotta contro l'AIDS (1995)
- Canta tu (1992-1995)
- Wind-Infostrada-Wind Tre (dal 1999)
- Maina (2004)
- Vogue
- Harmont & Blaine
- FIAT (2008)
- Sky (2010)

## Riconoscimenti
- 1993 - Telegatto come Personaggio rivelazione dell'anno
- 1993 - Telegatto per la Trasmissione rivelazione dell'anno con il programma Karaoke
- 1993 - Festival Italiano 1993 vincitore con gli 883 con il brano Come mai
- 1994 - Telegatto come Personaggio maschile dell'anno
- 1997 - Premio "Party con le Star" (personaggio con cui i lettori di Tv, Sorrisi e canzoni e i telespettatori di Super vorrebbero trascorrere una vacanza)
- 2001 - Premio Regia Televisiva come Miglior personaggio maschile
- 2001 - Premio Regia Televisiva categoria Top 10 con Stasera pago io
- 2001 - Premio Regia Televisiva categoria Miglior programma con Stasera pago io
- 2001 - Premio Regia Televisiva categoria In assoluto con Stasera pago io
- 2001 - Telegatto come Personaggio maschile dell'anno
- 2001 - Telegatto per il Migliore programma musicale con il Festivalbar
- 2001 - Telegatto per il Migliore programma con Stasera pago io
- 2001 - Premio di Gallipoli
- 2002 - Premio Galà della pubblicità come Miglior Showman (televisione, teatro e radio)Rosario Fiorello – Premio Ambiente e società
- 2002 - Premio Regia Televisiva come Personaggio in cui gli Italiani hanno più fiducia
- 2002 - Telegatto come Personaggio maschile dell'anno
- 2002 - Premio Charlot, Oscar Grande Interprete dell'anno 2002
- 2002 - Premio Internazionale Ennio Flaiano per il programma radiofonico Viva Radio Due
- 2002 - Premio De Sica
- 2003 - Fiorello è stato eletto "Personaggio maschile tv dell'anno"
- 2003 - Telegatto per il programma Stasera pago io in Euro
- 2005 - Nastro d'Argento al miglior doppiaggio maschile per Garfield: Il film
- 2006 - Telegatto di Platino come Miglior Showman
- 2006 - Premio Livio Zanetti
- 2007 - Nickelodeon Kids' Choice Awards come Miglior personaggio televisivo
- 2007 - Telegatto come Personaggio dell'anno
- 2007 - Premio Via Condotti assegnato a Roma a tutti i personaggi dello spettacolo, non romani, che vivono e lavorano a Roma
- 2007 - RadioGrolla per la Trasmissione dell'anno con Viva Radio Due
- 2008 - RadioGrolla per la Miglior trasmissione del pomeriggio con Viva Radio Due
- 2012 - Premio Regia Televisiva per il miglior personaggio maschile dell'anno
- 2012 - Premio Regia Televisiva categoria Top 10 con Il più grande spettacolo dopo il weekend
- 2012 - Premio Regia Televisiva categoria Trasmissione dell'anno con Il più grande spettacolo dopo il weekend
- 2014 - Premio Regia Televisiva categoria Miglior programma web con @edicolafiore
- 2014 - Premio Cuffie D'Oro 2014
- 2015 - Premio Alberto Sordi 2015
- 2015 - Premio Cortina Terzo Millennio, Personaggio dell'Anno 2015
- 2015 - Premio "È giornalismo"
- 2017 - Premio Satira Politica Forte dei Marmi - Premio alla carriera
- 2017 - Premio Biagio Agnes  - Nuove frontiere del giornalismo
- 2018 - Premio “Candelora d’oro di Sant’Agata” massima onorificenza della città di Catania
- 2019 - Telegatto come miglior personaggio del decennio 2010 - 2019
- 2019 - Premio ambiente e società 2019[140]
- 2020 - Premio Assomusica (condiviso con i Eugenio in via di gioia)[141]
- 2020 - Premio Biagio Agnes con Amadeus
- 2020 - Premio comunicazione al Festival della Comunicazione di Camogli
- 2021 - Premio Città di Sanremo alla carriera al Festival di Sanremo 2021
- 2022 - Lupa capitolina di bronzo[142]
- 2023 - Premio Biagio Agnes per Viva Rai2!
- 2023 - Premio Gianfranco Funari – Giornalaio dell'anno
- 2023 - Premio Giornalistico Mario Sarzanini
- 2023 - TV Talk Awards - Programma Novità dell'anno per Viva Rai2!
- 2023 - Bubino d'oro - Conduttore dell'anno
- 2023 - Premio Rai Radio
- 2023 - Premio Satira Politica Forte dei Marmi
- 2024 - Telegatto per il Programma dell'anno e per la carriera con il programma Viva Rai2!
- 2024 - Sigillo di Ateneo dell'Università di Urbino
- 2024 - Rose d'Or Award alla carriera dell'European Broadcasting Union[143]